# François Ferracci
Pour les articles homonymes, voir Ferracci.
 (juin 2017).
Si vous disposez d'ouvrages ou d'articles de référence ou si vous connaissez des sites web de qualité traitant du thème abordé ici, merci de compléter l'article en donnant les références utiles à sa vérifiabilité et en les liant à la section « Notes et références ».
François Ferracci est un réalisateur, superviseur d’effets visuels, graphiste et storyboarder français né le 1er avril 1979. Il fonde sa société de post-production en 2009, PIK.SEL, avec David Goldenberg, un sound designer de fiction.

## Biographie
François Ferracci est diplômé des arts appliqués de l’établissement Olivier de Serres en section communication visuelle.
Il a notamment réalisé les clips de Chris Stills, Anna Featuring Wildstar, et supervisé les effets visuels des clips de Dee Dee Bridgewater, Mainy Dog, B.O.S.S., mais aussi le film Garage Babes (produit par Alain Chabat).
Il est également matte painter et réalisateur de génériques de films (Skate or Die, Le Nouveau Protocole, Sheitan, Cliente, From Paris with Love, Une affaire d'État...), storyboarder de longs métrages, clips (MC Solaar), jeux vidéo (Assassin’s Creed, Ubisoft Entertainment).
Il a réalisé la direction artistique des projections vidéo live des concerts 2010 au Parc des Princes et 2008 de Suprême NTM à Bercy, réalisé en 2007 son premier court métrage Virage, et a réalisé le second, Tomate Mozza, en novembre 2009.
Après avoir réalisé un programme court pour France 5, Le Bonheur selon Julia, François Ferracci développe actuellement une web série de 12 x 6 minutes pour 2010.
Il s'est occupé de la supervision des effets visuels du film d’Éric Valette La Proie.

## Filmographie
- 2019 : Astrid et Raphaëlle, série TV
- 2014 : Goal of the dead de Benjamin Rocher et Thierry Poiraud
- 2012 : Possessions d'Éric Guirado
- 2011 : La Proie d'Éric Valette
- 2010 : Le Bonheur selon Julia, programme court TV
- 2010 : From Paris with Love de Pierre Morel
- 2009 : Pièce montée de Denys Granier-Deferre
- 2009 : Une affaire d'État d'Éric Valette
- 2009 : Tomate Mozza, court-métrage
- 2009 : King Guillaume de Pierre-François Martin-Laval
- 2009 : Profilage, série TV
- 2009 : Paris s’éveille, émission TV
- 2008 : Cliente de Josiane Balasko
- 2008 : Skate or Die de Miguel Courtois
- 2008 : Gratuit-Payant, clip de Mainy Dog
- 2008 : No Smoking, clip d’Anna Feat
- 2007 : Virage, court métrage
- 2007 : Sheitan de Kim Chapiron
- 2007 : Compared To What, clip de Dee Dee Bridgewater
- 2006 : When the Pain Dies Down, clip de Chris Stills